# Macrocarpaea rugosa
Macrocarpaea rugosa là một loài thực vật có hoa trong họ Long đởm. Loài này được Steyerm. mô tả khoa học đầu tiên năm 1963.